# Итанагра
Итанагра (порт. Itanagra)  —  муниципалитет в Бразилии, входит в штат Баия. Составная часть мезорегиона Агломерация Салвадор. Входит в экономико-статистический микрорегион Кату. Население составляет 6966 человек на 2006 год. Занимает площадь 452,375 км². Плотность населения — 15,4 чел./км².

## Статистика
- Валовой внутренний продукт на 2003 год составляет 26 890 364,00 реалов (данные: Бразильский институт географии и статистики).
- Валовой внутренний продукт на душу населения на 2003 год составляет 4018,29 реалов (данные: Бразильский институт географии и статистики).
- Индекс развития человеческого потенциала на 2000 год составляет 0,603 (данные: Программа развития ООН).